# Eporectis tephropis
Eporectis tephropis là một loài bướm đêm trong họ Noctuidae.